# Nectophrynoides laevis
Espèce
Statut de conservation UICN

 DD  : Données insuffisantes
Statut CITES
Nectophrynoides laevis est une espèce d'amphibiens de la famille des Bufonidae.

## Répartition
Cette espèce est endémique des monts Uluguru dans l'est de la Tanzanie. Elle se rencontre au-dessus de 2 000 m d'altitude.

## Description
Le mâle holotype mesure 24,8 mm

## Publication originale
- Menegon, Salvidio & Loader, 2004 : Five new species of Nectophrynoides Noble 1926 (Amphibia Anura Bufonidae) from the Eastern Arc Mountains, Tanzania. Tropical Zoology, vol. 17, p. 97-121 (texte intégral).